# Caferağa, Kadıköy
Caferağa là một xã thuộc huyện Kadıköy, tỉnh Istanbul, Thổ Nhĩ Kỳ.